# Chiesa di San Filadelfo
La chiesa di San Filadelfo è una chiesa facente parte della Badia di Santa Maria di Pattano, a Vallo della Lucania, in provincia di Salerno.

## Storia
La piccola chiesa di San Filadelfo, che sorge sull'estremo margine occidentale del complesso badiale, risale al più tardi alla seconda metà del X secolo.
I recenti lavori di restauro e risanamento hanno messo in luce, nel sottosuolo della chiesa, i resti di una villa rustica di epoca imperiale romana e, più precisamente, di tre ambienti destinati all'uso termale: un praefurnium a pianta quadrangolare, un calidarium (del quale sono ben visibili le suspensurae) e una saletta absidata di piccole dimensioni.
In origine la chiesa doveva consistere in un unico ambiente a pianta rettangolare, con un'abside decentrata, posta presso lo spigolo destro della parete orientale. Ben presto, però, probabilmente già nell'XI secolo, la chiesa fu divisa in due navatelle da un diaframma murario sostenuto da quattro archi poggianti su colonne di spoglio.
Risalgono alla fine del X secolo gli affreschi del primo strato d'intonaco della controfacciata, raffiguranti una teoria di santi (di cui restano il volto e il palmo destro della Vergine e le figure frammentarie di due santi), e gli affreschi dell'abisde, che costituiscono una preziosa testimonianza della pittura bizantina in Italia.

## Descrizione

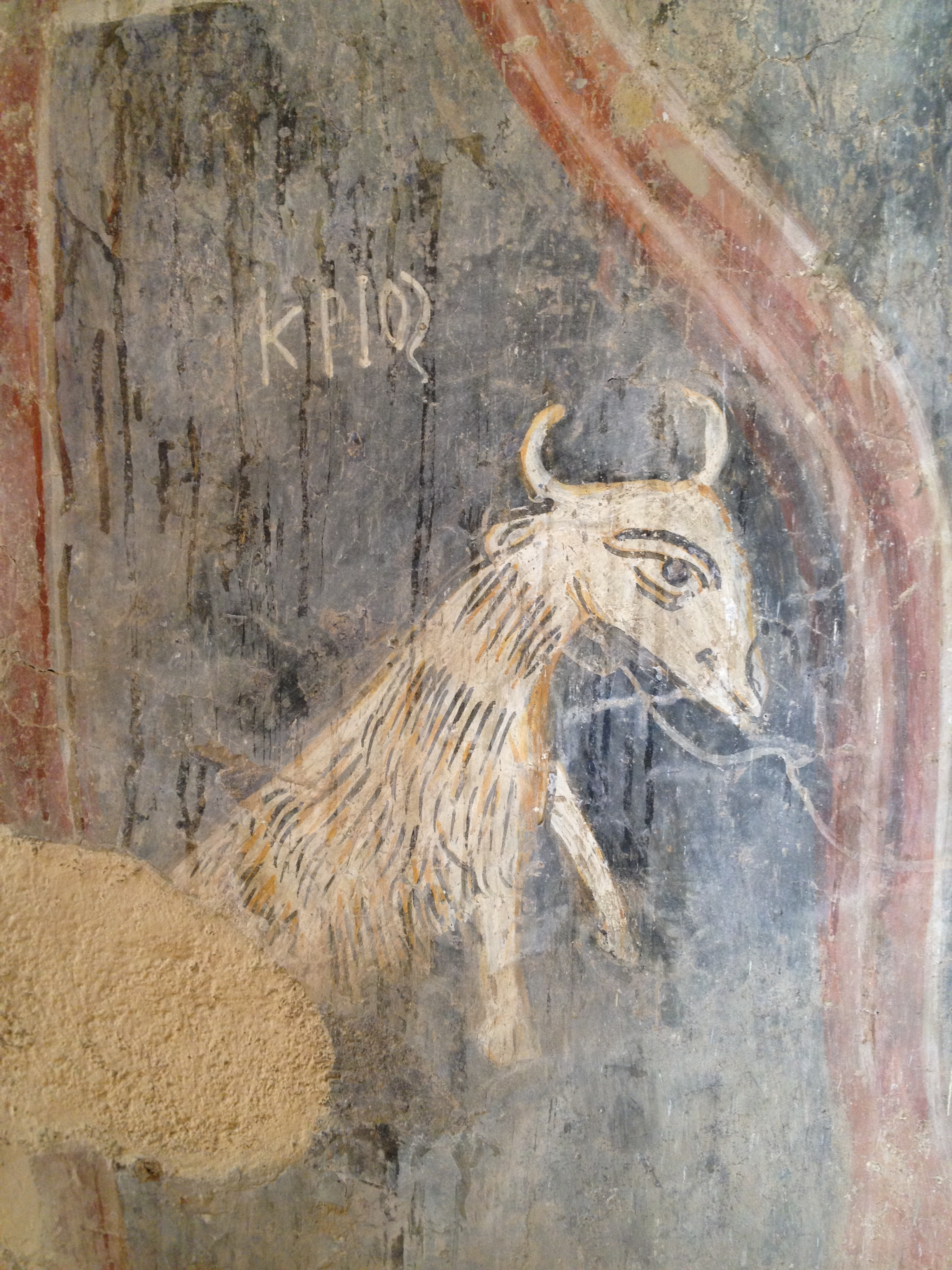
Particolare dell'affresco della controfacciata.

Gli affreschi dell'abside sono divisi in tre registri.
Nel catino è rappresentata l'Ascensione. È interessante notare che la raffigurazione si discosta dalla pura tradizione bizantina, che prevede il Cristo in mandorla seduto sull'arcobaleno, per accogliere influenze della tradizione occidentale: all'interno della mandorla sorretta da quattro angeli, infatti, il Cristo appare assiso in trono, secondo il tipico schema della Maiestas Domini.
Nella fascia superiore del cilindro è raffigurata la Vergine orante in mezzo ai dodici apostoli. La Vergine indossa sul petto un'insolita fibula a disco, che richiama quella portata dall'imperatore Giustiniano nel mosaico della basilica di San Vitale a Ravenna. Il volto della Madonna fu scalpellato da un ignoto vandalo durante il tentativo di demolizione del complesso nel 1976 e oggi risulta illeggibile (restano testimonianze fotografiche di epoca precedente). Le figure degli apostoli non sono del tutto statiche, ma presentano un leggero dinamismo, suggerito dalla lieve inclinazione dei volti verso la Vergine.
Nella fascia inferiore del cilindro sono le figure di otto Padri della Chiesa orientale. I personaggi appaiono irrigiditi e ieratici, con le vesti episcopali tradizionali raffigurate in maniera schematica; i loro volti hanno grandi occhi, naso stretto e allungato, labbra pronunciate, baffi e barba. Accanto ad alcuni di loro è scritto il rispettivo nome: si riconoscono Epifanio e Giovanni Crisostomo.
Alla seconda fase di realizzazione della chiesa (XI secolo) risale l'affresco sul secondo strato d'intonaco della controfacciata, probabilmente raffigurante la scena del sacrificio di Isacco, come si evince dalle immagini superstiti di un capretto legato ad un albero e di una mano che afferra una testa per i capelli.
Sempre a questa seconda stagione decorativa appartengono le coppie di santi dipinte nei quattro sottarchi. Le figure del primo e del secondo sottarco sono oggi molto sbiadite e quasi illeggibili. Meglio conservati sono i due santi del terzo sottarco, riconoscibili grazie anche alle scritte in greco con i loro nomi: Pantaleone e Euplio. Nell'ultimo sottarco resta solo la figura di un monaco, il cui volto è stato scalpellato, identificabile forse con san Filadelfo.
Una terza e ultima fase decorativa della chiesa risale alla fine del XVI secolo, durante la quale vennero realizzati affreschi a decorazione degli squadrati capitelli delle colonne, raffiguranti episodi miracolosi della vita di san Filadelfo. Sfortunatamente quasi tutti questi affreschi sono andati perduti a causa del tentativo di demolizione del 1976 (ne restano fotografie dei primi anni '70): sono sopravvissute solo due scenette nel terzo sottarco, una raffigurante donne in preghiera con grandi rosari, l'altra un uomo inginocchiato davanti all'immagine di un santo monaco.